# E. Allen Emerson
E. Allen Emerson (anglès: Ernest Allen Emerson)  (Dallas, 2 de juny de 1954 - Austin, 15 d'octubre de 2024) va ser un informàtic i catedràtic a la Universitat de Texas.

## Biografia
Es va llicenciar en matemàtiques a la Universitat de Texas el 1976 i va obtenir el doctorat en matemàtica aplicada a la Universitat Harvard el 1981.
Va guanyar el premi Turing de 2007 juntament amb Edmund M. Clarke i Joseph Sifakis per la invenció i el desenvolupament de la verificació de models. També va rebre el premi Paris Kanellakis de Teoria i Pràctica de l'Association for Computing Machinery l'any 1998 per la verificació simbòlica de models.